# Saltarello (група)
Saltarello е български инструментален ансамбъл, създаден през 2000 г.
Изпълняват старинна класическа музика от епохата на Барока, Ренесанса и Средновековието.
Репертоарът им е съставен от произведения на композитори като Джон Доуланд, Хенри Пърсел, Томъс Робинсън, Валериус Ото, Орландо ди Ласо, Ханс Нюсайдлър, Диего Ортиз и др.
Изпълняват музиката на копия на автентични инструменти от епохата. Името на групата произхожда от средновековния танц Салтарело.

## Състав (от 2001 г.)
- Емил Михов – виола да гамба, блокфлейти, ударни
- Ана Памукова – виел, цигулка
- Катя Вълева – виола, алтов виел
- Анна Каралашева – виола да гамба, виолончело
- Тодор Динчев – блокфлейти